# フラム号博物館

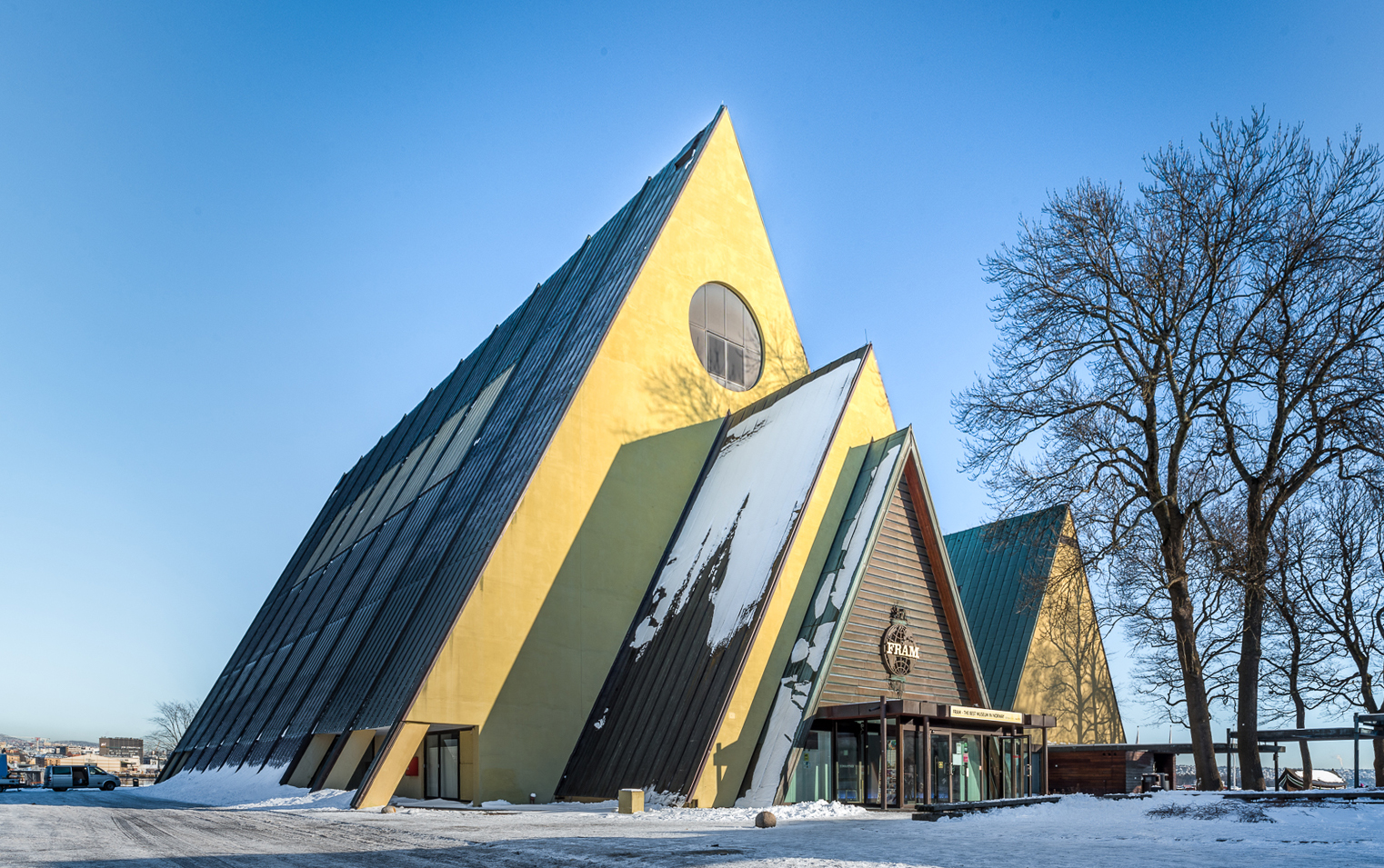
フラム号博物館

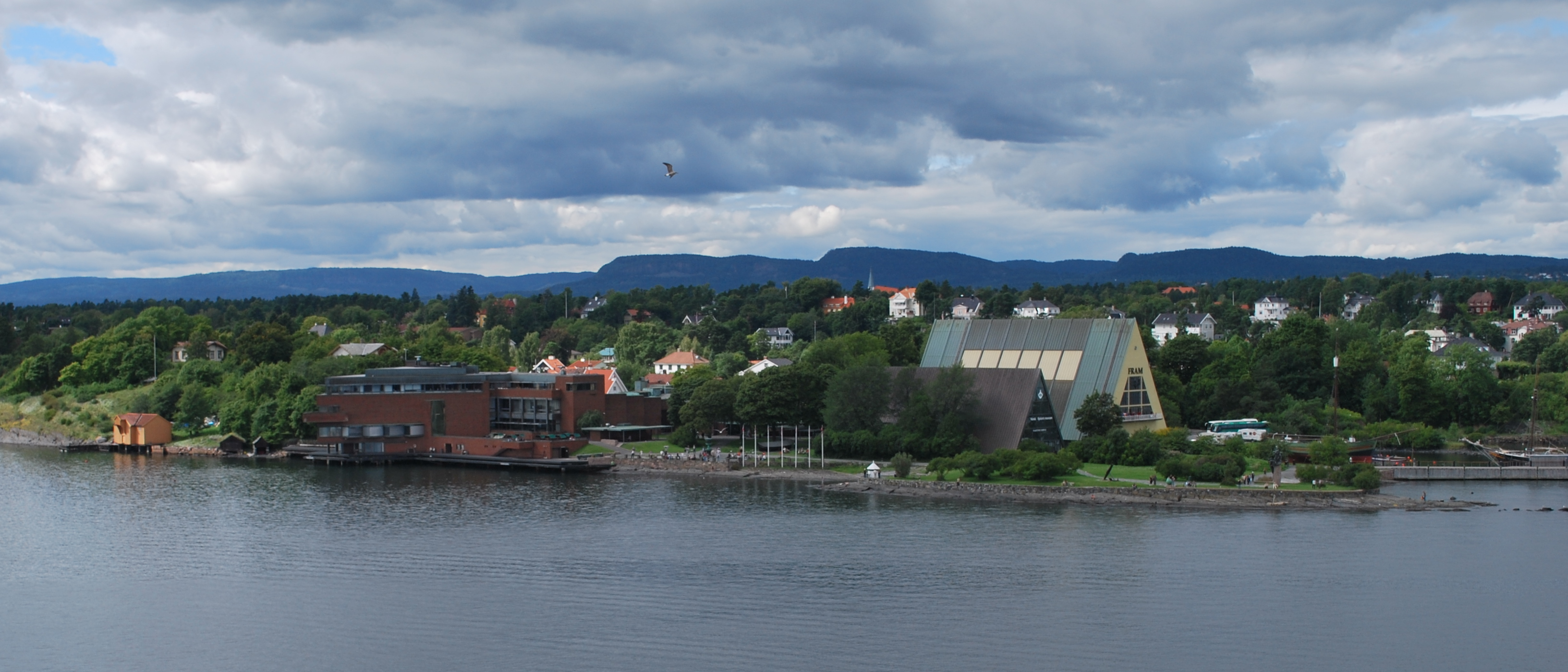
右手がフラム号博物館
左手がノルウェー海洋博物館

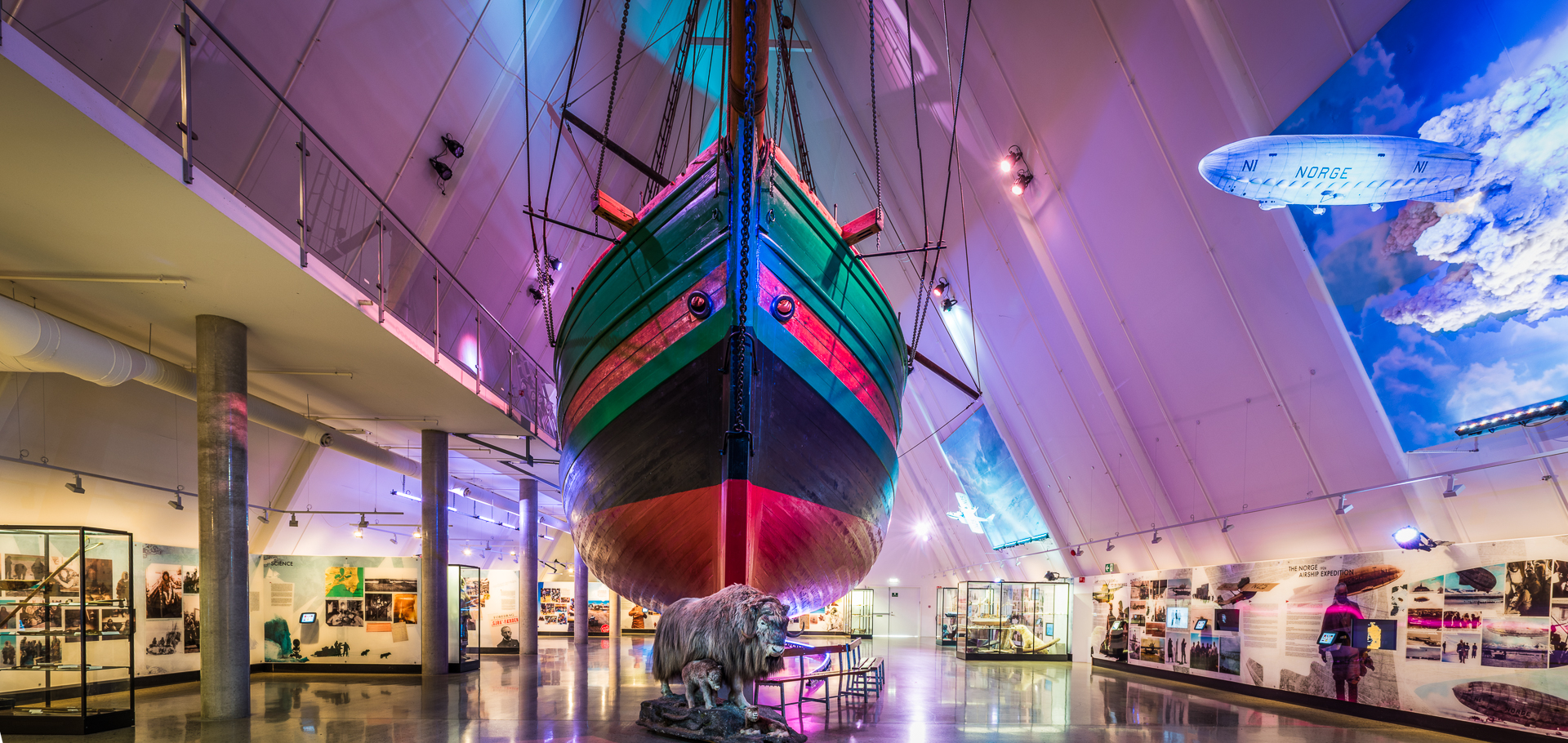
北西航路を最初に通過した船、ヨーア号

フラム号博物館（フラムごうはくぶつかん、Fram Museum、ノルウェー語: Frammuseet）は、ノルウェーの極地探検の物語を伝える博物館で、ノルウェー、オスロのビグドイ半島にある。
フラム美術館は、コンティキ号博物館、ノルウェー民俗博物館、ヴァイキング船博物館、ノルウェー海洋博物館などの他の博物館があるエリアにある。ノルウェー国王の公式夏の離宮であるビグドイ王立邸宅、歴史的なオスカーシャルも近くにある。
フラム号博物館は1936年5月20日に開館した。ノルウェーの極地探検全般、特に3人の偉大なノルウェーの極地探検家、フリチョフ・ナンセン、オットー・スヴェルドルップ、ロアルド・アムンセンを讃えている。この博物館には、ホッキョクグマやペンギンなどの極地動物の画像も展示されている。
フラム号博物館は主に元の極地探検船フラム号を中心に展示されている。フラム号の元々の内装はそのまま残されており、訪問者は船内に入って内部を見ることができる。 フラム号は、ノルウェーの北極探検家フリチョフ・ナンセンが提供した仕様に基づいて、スコットランド系ノルウェーの造船所コリン・アーチャーによって依頼、設計、建造された。フリチョフ・ナンセンは、1891年にノルウェー政府から提供された助成金と民間資金を合わせて船の建造資金を調達した。
2009年5月、ノルウェー海洋博物館とフラム号博物館は、北西航路を最初に通過した船であるヨーア号(Gjøa)の展示をフラム号博物館が引き継ぐ契約を締結した。ロアルド・アムンセンと6人の乗組員は、1906年に完了した3年間の旅でその偉業を達成した。ヨーア号は、博物館の別館に展示されている。この船は2017年に入館者に完全に公開されるようになった。

## ギャラリー

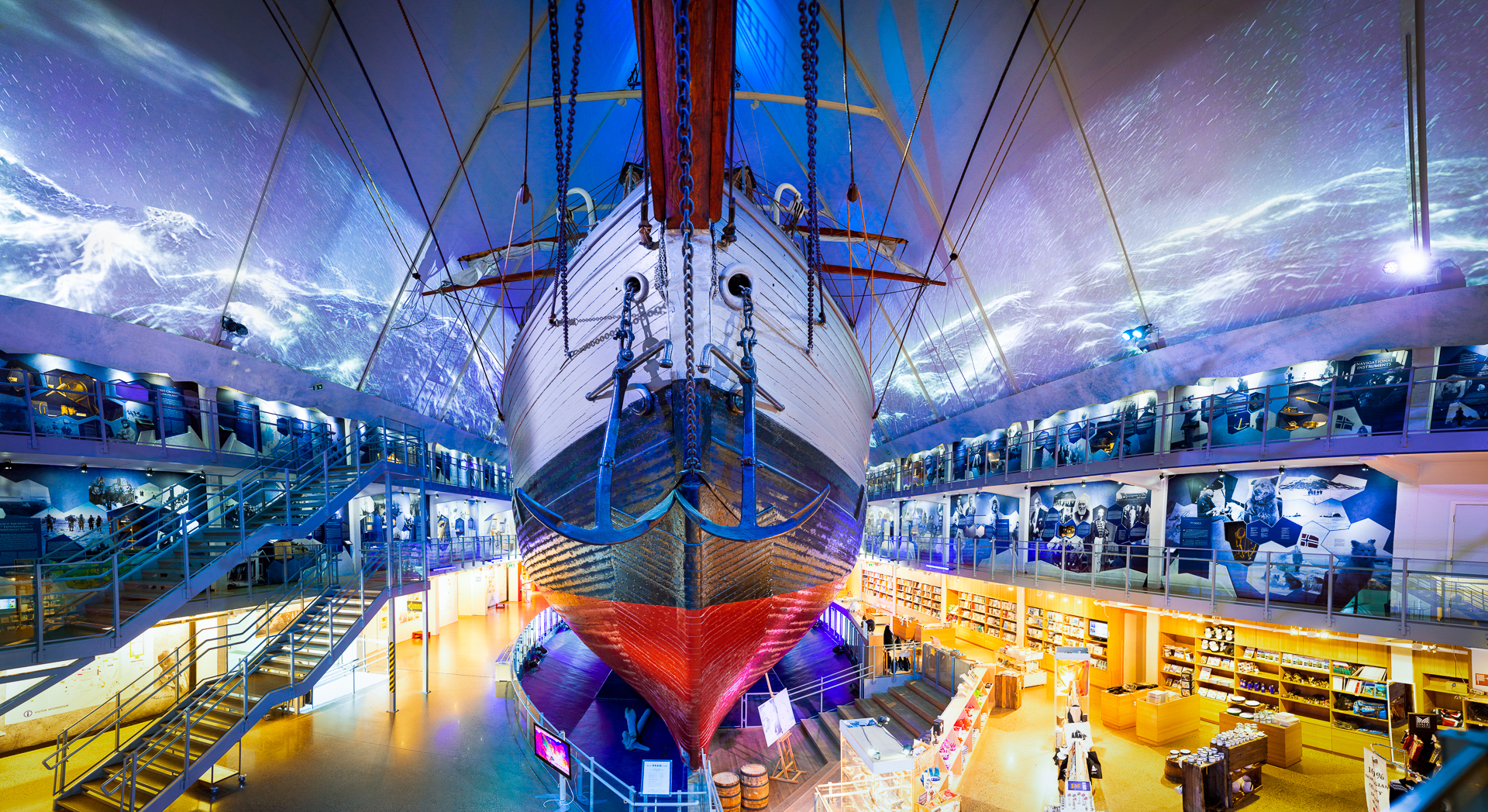
2018 年に近代化されたフラム号美術館の内部
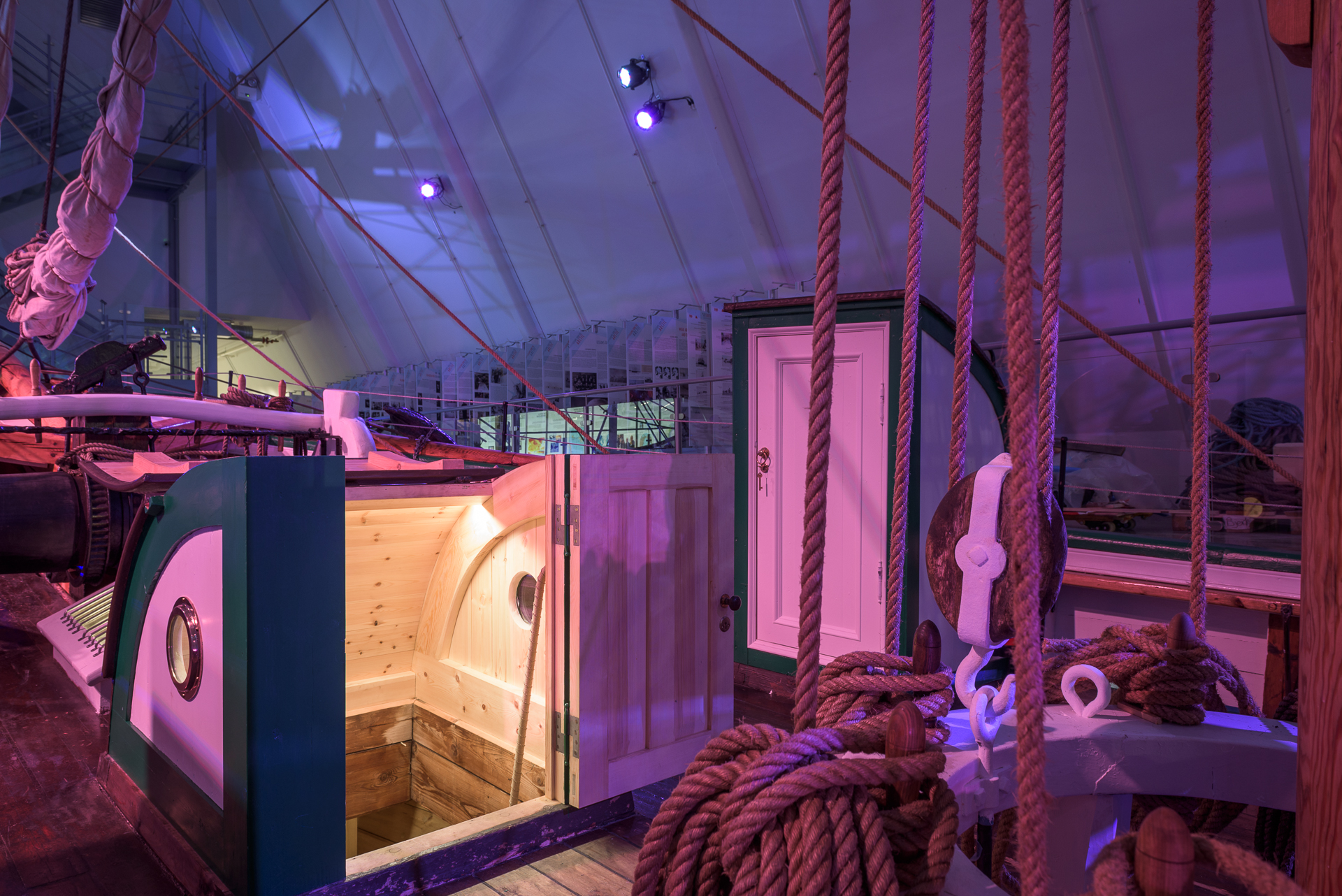
極地船ヨーアの甲板から
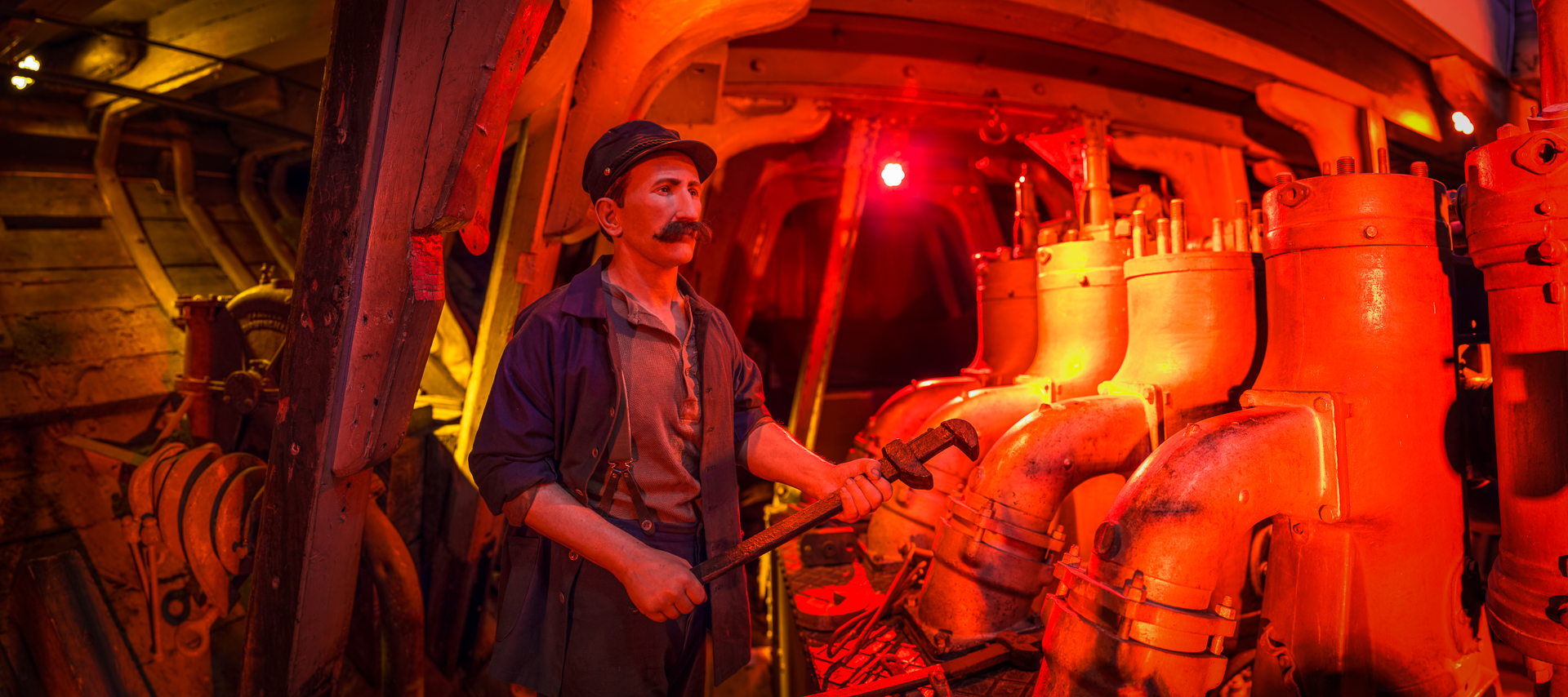
極地船フラム号の機関室
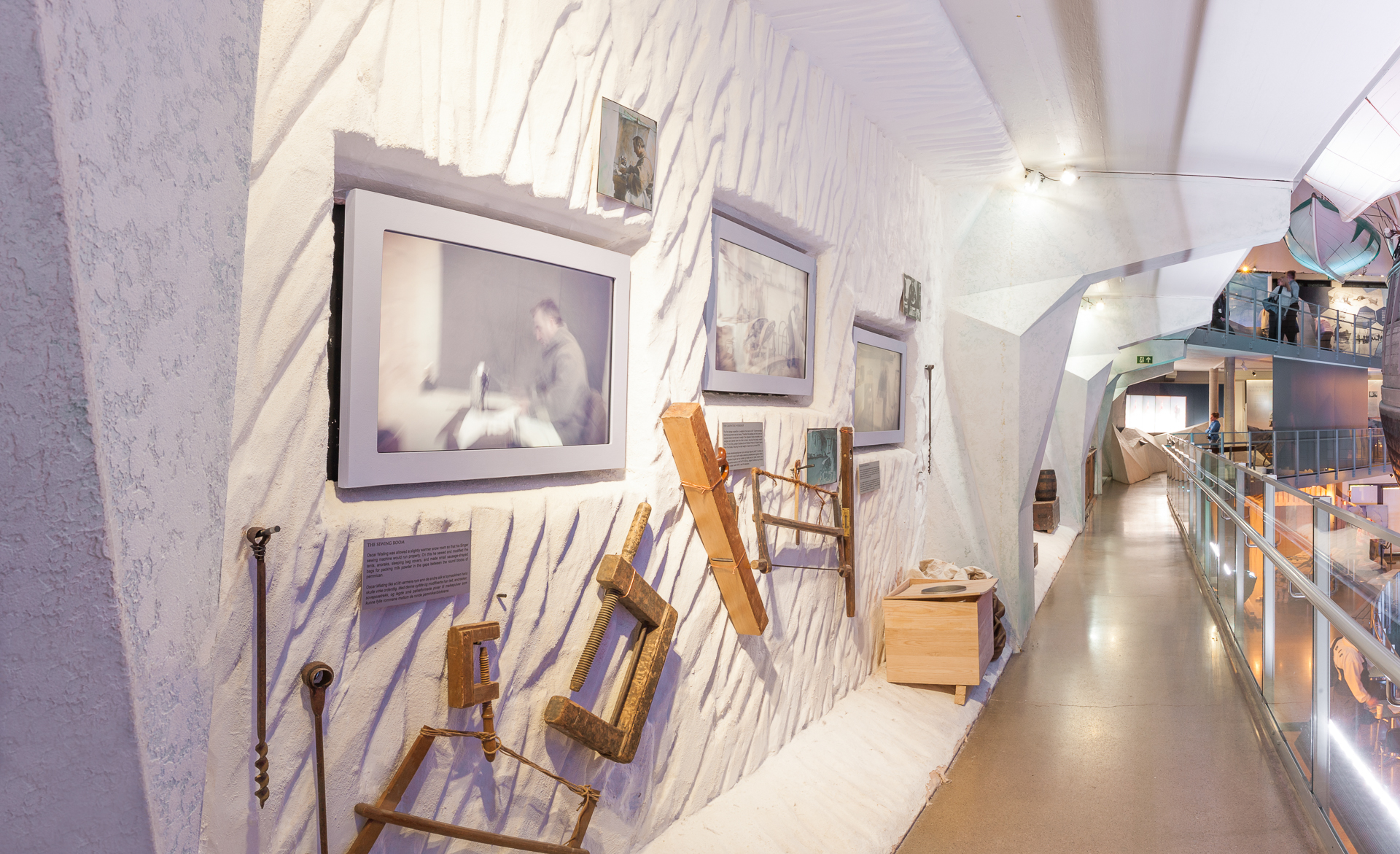
フラム号美術館の内部
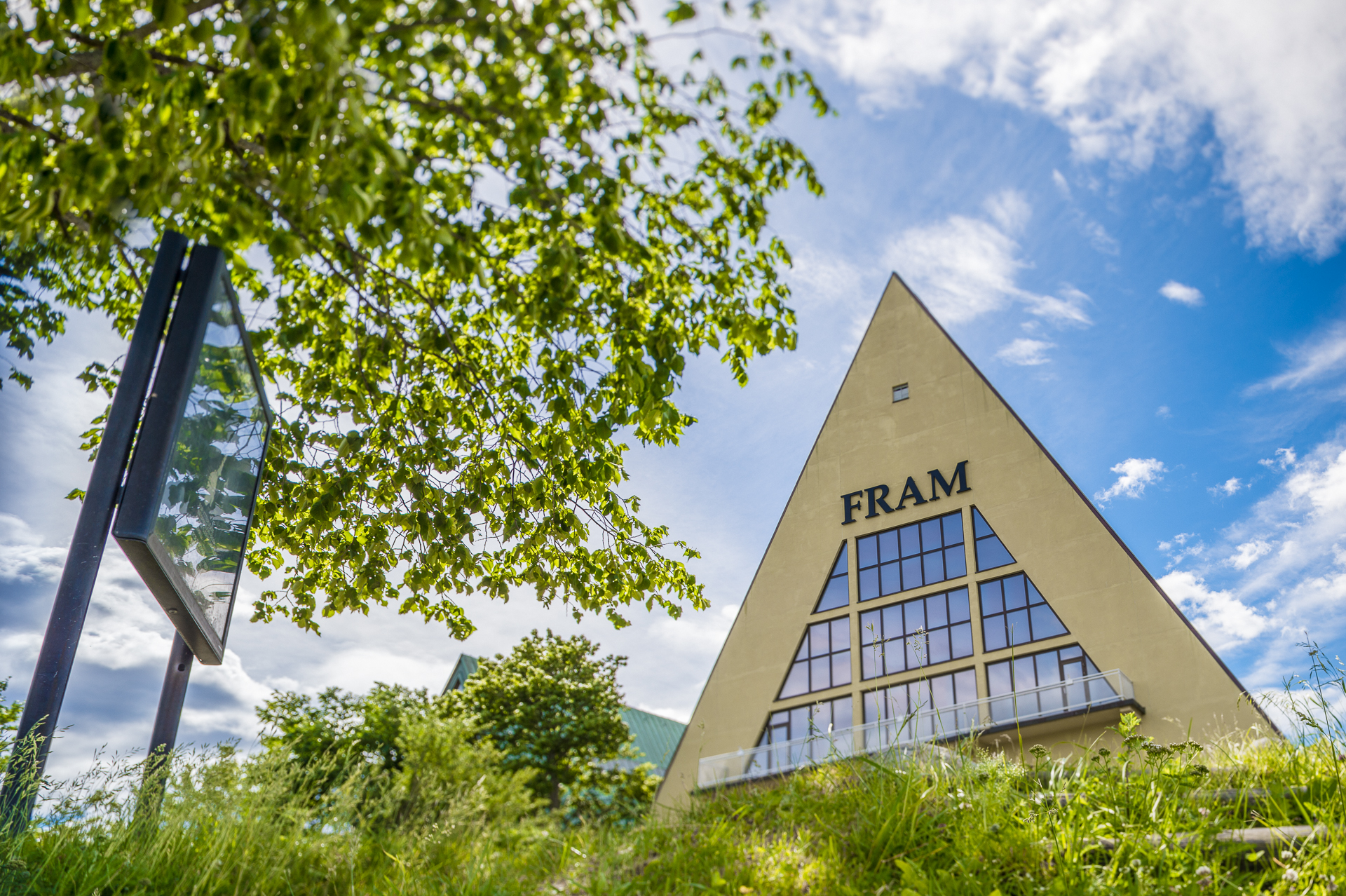
夏のフラム号博物館